# Brzkov
Brzkov (en allemand : Berskau) est une commune du district de Jihlava, dans la région de Vysočina, en République tchèque. Sa population s'élevait à 354 habitants en 2024.

## Géographie
Brzkov se trouve à 14 km au sud-est de Havlíčkův Brod, à 18 km au nord-est de Jihlava et à 112 km au sud-est de Prague.
La commune est limitée par Přibyslav au nord, par Olešenka et Nížkov à l'est, par Polná au sud, et par Věžnice et Šlapanov à l'ouest.

## Histoire
La première mention écrite de la localité date de 1319.

## Transports
Par la route, Brzkov se trouve à 6,5 km de Třešť, à 24 km de Jihlava et à 136 km de Prague.